# Génération Orpheu

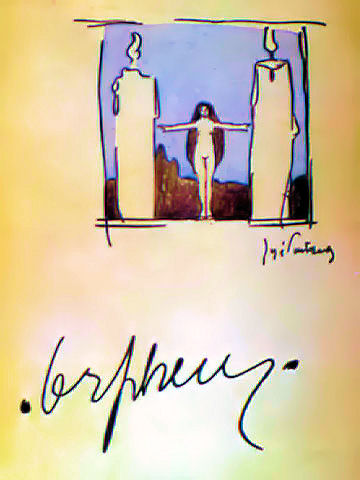
Le no 1 de la revue Orpheu

La Génération Orpheu, ou Groupe Orpheu, désigne un collectif d’artistes qui a introduit le modernisme au Portugal. Son nom provient de celui de la revue littéraire Orpheu, publiée à Lisbonne en 1915 et qui a eu deux numéros.
Principaux membres du collectif :
- Fernando Pessoa, écrivain et poète
- Mário de Sá-Carneiro, poète
- Almada Negreiros, écrivain et poète
- Amadeo de Souza-Cardoso, peintre[1].
- Santa Rita Pintor, peintre